# Montrozier

Montrozier este o comună în departamentul Aveyron din sudul Franței. În 1 ianuarie 2022 avea o populație de 1.748 de locuitori.